# Max Riederer von Paar
Max Freiherr Riederer von Paar zu Schönau (* 2. September 1897 in Wien; † 4. Januar 1964 in Schönau) war ein deutscher Jurist, Gutsbesitzer und Politiker (CSU).

## Leben und Beruf
Max Riederer von Paar entstammte dem alten bayerischen Adelsgeschlecht Riederer von Paar und wurde als Sohn des Gutsbesitzers Eduard Riederer von Paar zu Schönau geboren. Nach dem Abitur 1915 am Theresiengymnasium in München, studierte er Rechtswissenschaften an der Ludwig-Maximilians-Universität München. Er unterbrach 1916 sein Studium, nahm anschließend bis 1918 als Soldat am Ersten Weltkrieg teil und wurde zuletzt zum Leutnant ernannt. 1919 gehörte er als Zeitfreiwilliger dem Freikorps Epp an, das sich an der Niederschlagung der Münchner Räterepublik beteiligte.
Nach der Entlassung aus der Reichswehr setzte Riederer von Paar sein Studium fort, das er 1920 mit dem ersten und 1923 mit dem zweiten juristischen Staatsexamen beendete. Anschließend arbeitete er als Rechtsanwalt in München. Er nahm im März 1933 eine Tätigkeit als Sachbearbeiter für gesellschafts- und steuerrechtliche Fragen bei der Victoria-Versicherung in Berlin auf und war in dieser Funktion Mitglied des Steuerbeirates des Reichsfinanzministeriums sowie des Steuerausschusses des Zentralfinanzamtes Berlin. Von 1939 bis 1944 nahm er als Soldat am Zweiten Weltkrieg teil. Nach dem Attentat auf Adolf Hitler vom 20. Juli 1944 wurde er im Rang eines Majors aus der Wehrmacht entlassen, da zwischen seiner Ehefrau und Oberst Claus Schenk Graf von Stauffenberg ein Verwandtschaftsverhältnis bestand.
Riederer von Paar bewirtschaftete ab 1944 das Familiengut in Schönau bei Eggenfelden. Im Jahr 1952 wurde er Mitarbeiter im Steuerausschuss und im Ausschuss für Kulturpolitik des Bayerischen Bauernverbandes (BBV). Außerdem war er Vorstandsmitglied des Verbandes bayerischer Grundbesitzer.

## Politik
Riederer von Paar zählte 1945 zu den Gründern der CSU. Im Jahr 1952 wurde er zum Vorsitzenden des CSU-Kreisverbandes Eggenfelden gewählt. Riederer von Paar war von 1945 bis 1948 Bürgermeister der Gemeinde Schönau. Von 1948 bis 1952 amtierte er als Landrat des Kreises Pfarrkirchen. Zuvor war er von 1946 bis 1948 Kreistagsmitglied des Kreises Eggenfelden und von Juli bis November 1946 Mitglied der Bayerischen Beratenden Landesversammlung.
Dem Deutschen Bundestag gehörte er in der zweiten Wahlperiode von 1953 bis 1957 an, wo er den Wahlkreis Pfarrkirchen vertrat. Er war ordentliches Mitglied des Ausschusses für Wahlprüfung und Immunität und des Ausschusses für gesamtdeutsche und Berliner Fragen. Seit März 1956 war er ordentliches Mitglied im Ausschuss für auswärtige Angelegenheiten und seit Januar 1957 im Ausschuss zum Schutze der Verfassung.